# 昆什塔特

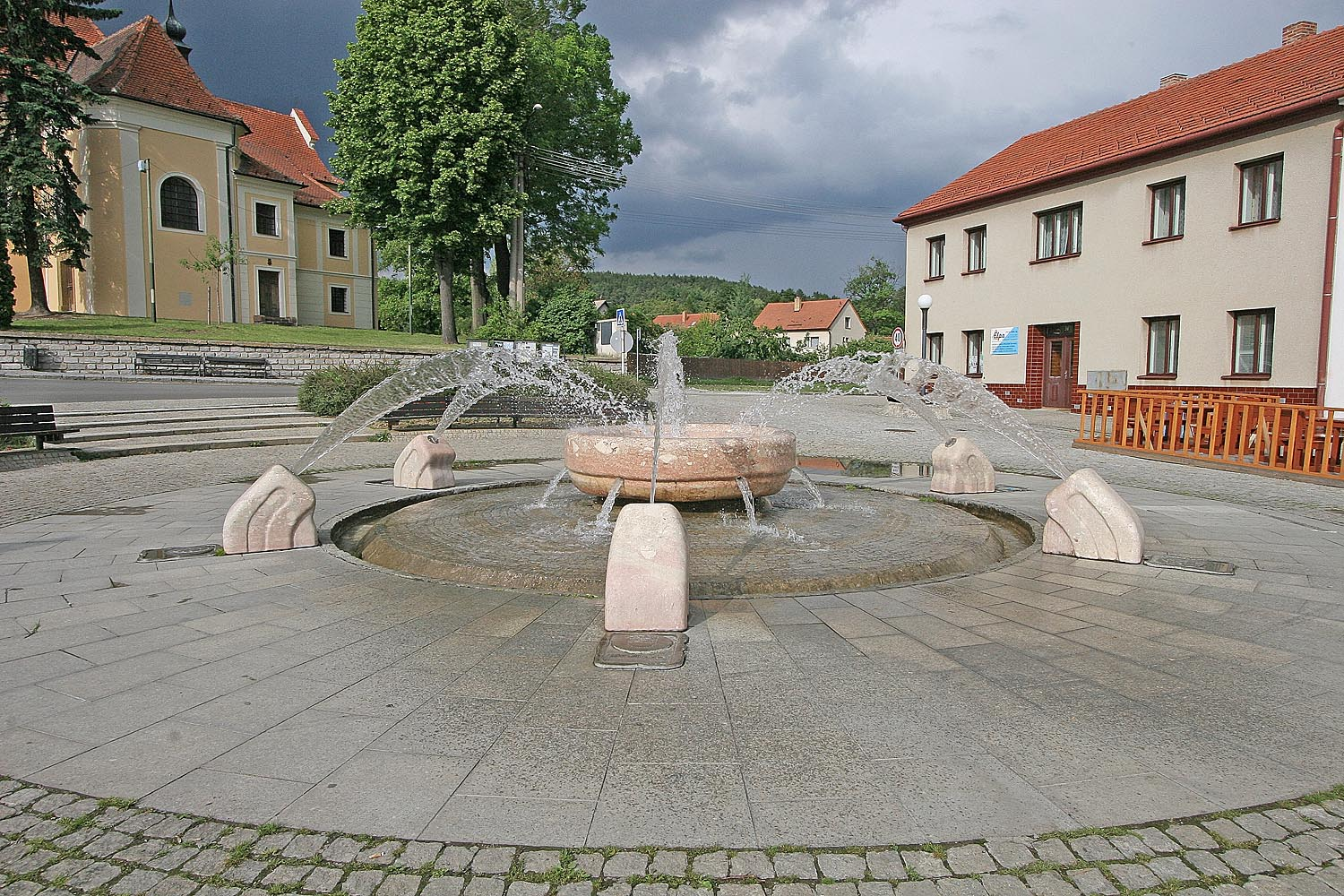

昆什塔特（捷克語：Kunštat，喀琅施塔特）是捷克的城鎮，位於該國東部，距離布蘭斯科約18公里，由南波希米亞州負責管轄，面積24.23平方公里，海拔高度445米，2005年人口2,612。

## 外部連結
- Municipal website （页面存档备份，存于） (cz)